# Йоасаф I Берски
Йоасаф (на гръцки: Ιωάσαφ) е православен духовник, митрополит на Вселенската патриаршия.

## Биография
Йоасаф е берски митрополит, известен от надписа в антиминса му, пренесен от Г. Ламбракис във Византийския музей в Атина:
| „ | † Θυσιαστήριον θείον αγιασθέν και ευλογηθέν παρά του θεοφιλεστάτου επισκόπου ημών κυρού Ηωάσαφ εν μηνί Υουνουαρίου τρις επί του έτους ζρδ ́ (1596) | “ |